# Dobrawa a Boemiei

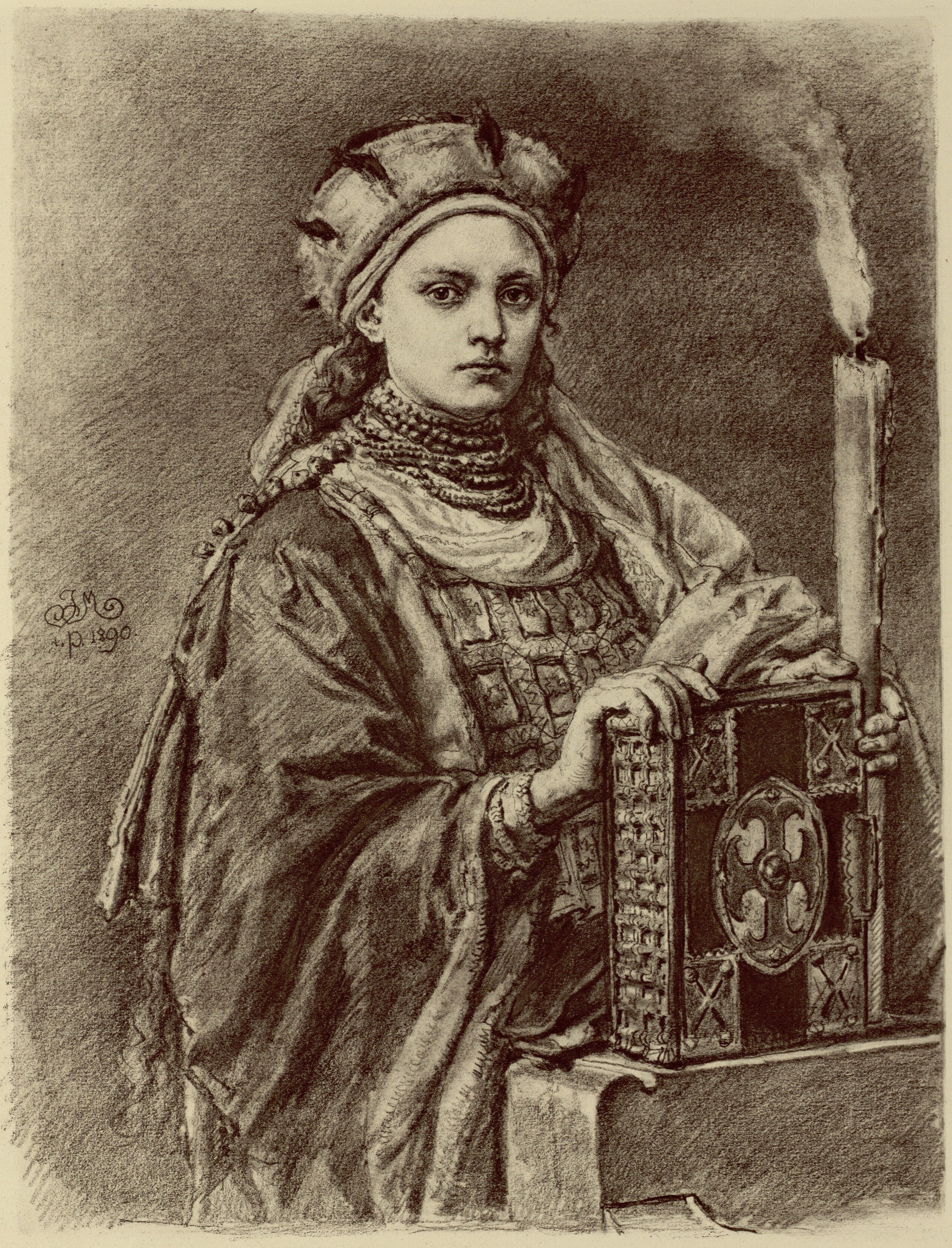
Prinţesa Dobrawa

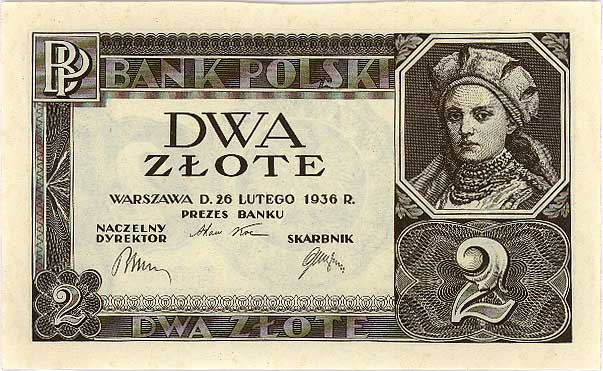
Prințesa Dobrawa pe bancnota de 2 zloți polonezi (1936)

Dobrawa (sau Dąbrówka) (cehă: Doubravka, poloneză: Dobrawa) (n. cca. 940/45 – d. 977) a fost o prințesă boemiană din dinastia Přemyslid și prin căsătorie ducesă a polonezilor.
A fost fiica lui Boleslav I cel Crud, Duce al Boemiei, a cărei soție posibil să fi fost misterioasa Biagota.
Potrivit unor surse anterioare, Dobrawa l-a îndemnat pe soțul ei Mieszko I al Poloniei să accepta botezul în anul 966, următorul an după căsătoria lor. Istoricii moderni cred, însă, că schimbarea religiei lui Mieszko I a fost unul dintre punctele discutate în cadrul acordului polono-boemian care a fost încheiat cu puțin timp înainte de căsătoria sa cu Dobrawa. Rolul ei în convertirea acestuia nu este considerat acum a fi la fel de important cum este adesea reprezentat în cronicile medievale.
Potrivit cronicarului Thietmar de Merseburg, margraful Gunther de Merseburg s-ar fi căsătorit cu Dobrawa până în 978/79 când fostul ei soț, regele Mieszko I al Poloniei s-a căsătorit cu Oda de Haldensleben. Dobrawa ar fi avut trei fii cu Thietmar: Eckard I, care i-a succedat lui Rikdag ca margraf de Meissen din 985; Gunzelin de Kuckenburg, care a urmat fratelui său din 1002, și Bruno, care a apărat Meissen împotriva trupelor ducelui Boleslau I al Poloniei în 1009.

## Viață

### Locul nașterii
Data nașterii nu este cunoscută. Singurele indicii sunt date de cronicarul Cosmas din Praga, care afirmă că la data căsătoriei ei cu Mieszko I, Dobrawa era o femeie bătrână. Cu toate acestea, informația este văzută ca fiind tendențioasă și de puțină încredere, iar unii cercetători cred că afirmația a fost făcută cu intenții rele. Este posibil ca în această afirmație, Cosmas să se fi referit la diferența de vârstă dintre Dobrawa și sora ei, Mlada. Diferența i-ar fi dat un motiv să o vadă pe Dobrawa ca fiind "bătrână". De asemenea, este dovedit că istoricul o confundă pe Dobrawa cu cea de-a doua soție a lui Mieszko I, Oda, care la timpul căsătoriei avea între 19 și 25 de ani, o vârstă înaintată, prin raportare la standardele Evului Mediu. Unii istorici au emis teorii speculative, ca cea a lui Jerzy Strzelczyk.